# Yrjö Henrik Toivonen
Yrjö Henrik Toivonen, född 19 januari 1890 i Koskis, död 16 maj 1956 i Helsingfors, var en finsk filolog, professor i finsk-ugrisk språkvetenskap vid Helsingfors universitet från 1934, medlem i Finlands Akademi 1948.
Toivonen skaffade sig internationell berömmelse som etymolog; men hans forskning och publiceringsverksamhet avbröts tvärt p.g.a. hans frånfälle vid 66 års ålder. Huvudverket Suomen kielen etymologinen sanakirja har därför (fr.o.m. 1955) publicerats av hans kollegor Toivo Itkonen och Aulis Joki.